# Boeing 2707
El Boeing 2707 fue desarrollado para ser el primer avión supersónico de pasajeros. Tras ganar el concurso público organizado por el Gobierno de los Estados Unidos para construir el primer avión de esas características, Boeing comenzó su desarrollo en sus instalaciones de Seattle, Washington. Los elevados costes, la falta de un mercado definido y las crecientes protestas acerca de los efectos nocivos para el medio ambiente de la considerable explosión sónica que provocaría, llevó a su cancelación en 1971, antes de que se completara prototipo alguno.

## Diseño y desarrollo

### Primeros estudios
Boeing había trabajado en algunos estudios sobre aviones supersónicos a escala desde 1952. En 1958 se estableció un comité permanente de investigación, lo que supuso un esfuerzo económico extraordinario de 1 millón de dólares estadounidenses en 1960. El comité propuso una variedad de diseños alternativos, todos bajo el nombre de Model 733. La mayoría de ellos contaban con una gran ala en delta, pero en 1959, otro diseño fue ofrecido basándose en los trabajos de Boeing en el proyecto federal TFX sobre alas de geometría variable o swing-wing (proyecto que terminó con la compra del General Dynamics F-111 en lugar de la oferta de Boeing). En 1960 se inició una "competición" interna para diseñar un prototipo de avión trasatlántico de 150 plazas, ganando la versión con alas de geometría variable.

### Concorde
A mediados de 1962, comenzó a aclararse que los intentos de Bristol Aeroplane Company y Sud Aviation para aunar esfuerzos en la construcción de un avión supersónico eran cada vez más serios de lo que se pensaba en un principio, y parecía que había una oportunidad real de que ofrecieran un diseño conjunto. En noviembre, ambas constructoras anunciaron el "Concorde". Estos hechos causaron estupor en otros países, pues parecía que casi toda la aviación comercial del futuro iba a estar basada en aeronaves supersónicas y Europa tomaba la delantera hacia el liderazgo mundial.

### Comisión gubernamental
El 5 de junio de 1963, el presidente John Fitzgerald Kennedy financió el programa National Supersonic Transport, mediante el cual el gobierno de los Estados Unidos sufragaría un 75 % de los costes de desarrollo de un avión comercial para competir con el Concorde. El director de la FAA, Najeeb Halaby, decidió que el Concorde estaba demasiado avanzado para entrar en competencia directa, y por ello seleccionó un estándar mucho más avanzado que el inicial del proyecto. El "American SST" transportaría unos 250 pasajeros (más del doble que el Concorde), volaría a Mach 2,7–3,0 y tendría un alcance trasatlántico de unos 7400 km. La alta velocidad del aparato hacía necesario construirlo en acero inoxidable o titanio, pues la fricción a velocidades por encima de Mach 2,2 podrían hacer "plástico" el duraluminio (una aleación de aluminio empleada en aeronáutica). Las condiciones para las propuestas fueron enviadas a las constructoras aeronáuticas Boeing, Lockheed, y North American, y a los fabricantes de motores Curtiss-Wright, General Electric y Pratt & Whitney. La FAA estimaba un mercado para 500 SST en 1990.

### Concurso de diseño
Los diseños preliminares fueron enviados a la FAA el 15 de enero de 1964. La propuesta de Boeing era esencialmente idéntica al Model 773 con ala de geometría variable de 1960; era oficialmente conocido como Model 733-197, pero también fue llamado Modelo de 1966 y Model 2707. Este último se hizo popular entre la gente, mientras Boeing seguía con su numeración 733. El diseño tenía un curioso parecido con el futuro cazabombardero B-1B Lancer, con la excepción de que los motores iban montados en carlingas individuales en lugar de encajados como en el Lancer.
En un primer lugar fueron eliminadas las propuestas de North American y Curtiss-Wright, manteniendo los fuselajes de Boeing y Lockheed, que satisfacían gran parte de los requisitos de la FAA y podían montar los diseños de motores escogidos. En noviembre fue presentada otra revisión del diseño, y esta vez Boeing subió el número de pasajeros hasta 250, el Model 733-290. Debido a las características de los reactores, los 4 motores fueron desplazados a la parte inferior de la cola del avión. Cuando las alas estaban recogidas, se fundían con la nave formando un ala en delta.
A ambas constructoras se les solicitaron propuestas más detalladas para que fuesen presentadas a la selección final en 1966. En ese momento, el diseño de Boeing era el Model 733-390 de 300 asientos. Tanto el Boeing como el Lockheed L-2000 fueron presentados en septiembre de 1966 con modelos a escala real, siguiendo una revisión del modelo un poco más larga, y el 31 de diciembre de 1966 Boeing fue anunciado como ganador. El diseño estaría propulsado por motores General Electric GE4/J5. El Lockheed L-2000 fue considerado más sencillo de producir y menos arriesgado, pero su rendimiento era ligeramente menor y los niveles de ruido algo mayores.

### Refinamiento del diseño
La versión 390 sería un avión avanzado incluso aunque fuera subsónico. Era uno de los primeros diseños de fuselaje ancho, utilizando una configuración de asientos 2-3-2 dentro de un fuselaje que era considerablemente más ancho que los de las aeronaves entonces en servicio. El prototipo incluía los compartimentos para pequeños objetos sobre los asientos. En la cabina principal, con 247 asientos de clase turista, el sistema de entretenimiento consistía en televisores retráctiles situados cada 6 filas. En la zona de primera clase, con 30 asientos, cada par de plazas incluía pequeños televisores en una consola entre los asientos. Las ventanas tenían únicamente 15 cm debido a las grandes altitudes a las que volaría el avión, pero el marco interior era de 30,5 cm para dar sensación de amplitud.
Boeing predijo que si las cosas iban bien, la construcción de los prototipos comenzaría a principios de 1967 y el primer vuelo podría tener lugar a principios de 1970. La producción podría empezar hacia 1969, para realizar las pruebas de vuelo a finales de 1972 y obtener la certificación para volar a mediados de 1974.
En un modelo posterior se añadieron alerones cerca del morro para aumentar el peso. Boeing también tuvo que afrontar complicados problemas de sobrepeso debido al sistema de geometría variable. En octubre de 1968, la compañía se vio obligada a abandonar dicho sistema, de modo que el equipo de Boeing rediseñó el avión con ala en delta (hecho irónico puesto que el diseño rechazado de Lockheed tenía alas fijas). El nuevo diseño era también menor, con 234 plazas, y fue conocido como Model 2707-300. Los trabajos comenzaron con un modelo a escala real y dos prototipos en septiembre de 1969, con una previsión de 2 años de duración.
Una vez finalizado el proyecto, el gobierno recuperaría la inversión a través de las aerolíneas que comprasen el modelo, y se estimaba que ese avión supersónico dominaría los cielos en un futuro cercano, quedando las grandes aeronaves (como el Boeing 747) como un paso intermedio.

### Aspectos medioambientales
En cuanto a este tema, la oposición al proyecto se volvió cada vez más notable. Los ecologistas fueron el grupo más influyente, alzando su voz contra la posible destrucción de la capa de ozono debido a las elevadas altitudes de vuelo y contra el ruido en los aeropuertos y las explosiones sónicas. Este último tema fue el más peliagudo, e incluso los vuelos supersónicos sobre territorio estadounidense fueron temporalmente prohibidos.

### Recorte de presupuesto
El proyecto sufrió la oposición política de los demócratas, no conformes con que el gobierno sufragase el desarrollo de un avión comercial para provecho de empresas privadas, y que vieron esta campaña como una cruzada contra los gastos innecesarios del gobierno federal.
En marzo de 1971, a pesar del fuerte apoyo proporcionado al proyecto por parte de la administración Nixon, el Senado de los Estados Unidos rechazó posteriores subvenciones. Más adelante el proyecto recibiría ayudas por aproximadamente 1 millón de dólares estadounidenses a través de cartas de apoyo de aficionados a la aviación. De todas formas el proyecto fue cancelado el 20 de mayo de 1971, momento en que había vigentes 115 pedidos por parte de 25 aerolíneas, mientras que el Concorde tenía 74 unidades solicitadas por 16 clientes. Los dos prototipos nunca serían completados. El 2707 se convirtió en "el avión que casi se comió a Seattle". Boeing era una gran fuerza económica de la región, y quedó tan afectada por la suspensión del proyecto que incluso fueron colocadas algunas vallas en las que se leía: "¿Le importaría a la última persona que salga de Seattle apagar las luces?".

### Modelo a escala real
El modelo a escala real fue desmontado y enviado a Florida, donde permaneció en un desguace durante 19 años antes de que fuese comprado y parcialmente montado para su exposición en el Hiller Aviation Museum de San Carlos, California.

## Variantes
2707-100
Ala de geometría variable.
2707-200
Igual que el -100, pero con canards.
2707-300
Ala fija.

## Peticiones delB-2707
- Iberia: 3
- American Airlines: 6
- Japan Airlines: 5
- Qantas: 6
- Pan American World Airways: 15
- TWA: 10
- Pakistan International Airlines (PIA): 2
- Northwest Airlines: 4
- Braniff Airways: 2
- BOAC: 6
- Alitalia: 6
- El Al: 2
- Air France: 6
- Air India: 3
- Eastern: 3
- Air Algérie: 3
- World Airways: 3
- Pluna: 6
- United Airlines: 6
- Continental Airlines: 3
- Canadian Pacific: 3
- Trans Am: 2
- Lufthansa: 3
- Aer Lingus: 2
- Delta: 3
- KLM: 3
- Aeroméxico: 2
- Avensa: 3
- LAN Chile: 6
- Aeroperu: 1

## Especificaciones

### Características generales
- Capacidad: 277 pasajeros.
- Carga: 34 000 kg
- Longitud: 93,27 m
- Envergadura: 54,96 m (flecha mín.), 32,25 m (flecha máx.)
- Altura: 14,10 m
- Peso vacío: 130 400 kg (modelo internacional)
- Peso cargado: 306 175 kg (máx. en rampa)
- Peso máximo al despegue: 195 000 kg (en el aterrizaje)
- Planta motriz: 4× turborreactor General Electric GE4/J5P.
  - Potencia: 281,13 kN (63 200 lbf) cada uno.

### Rendimiento
- Velocidad crucero (Vc): Mach 2,7 a 19 500 m
- Alcance: 7871 km con 277 pasajeros

  - Distancia de despegue: 1737 m
  - Distancia de aterrizaje: 1981 m

### Aeronaves similares
- Concorde
- Tupolev Tu-144
- Lockheed L-2000